# 三経本社
株式会社三経本社（さんけいほんしゃ）は、不動産事業、ホテル事業、ほかを営む三経グループの中核会社で東京都の企業である。
現在は、傘下の事業会社である株式会社三経ビルディング、株式会社三経ホテルなどにより国内各地に不動産業を中心に事業展開している。石橋を叩いて渡るほどの慎重な経営姿勢で知られており創業以来無借金にて事業継続を果たしている。

## 現在の事業

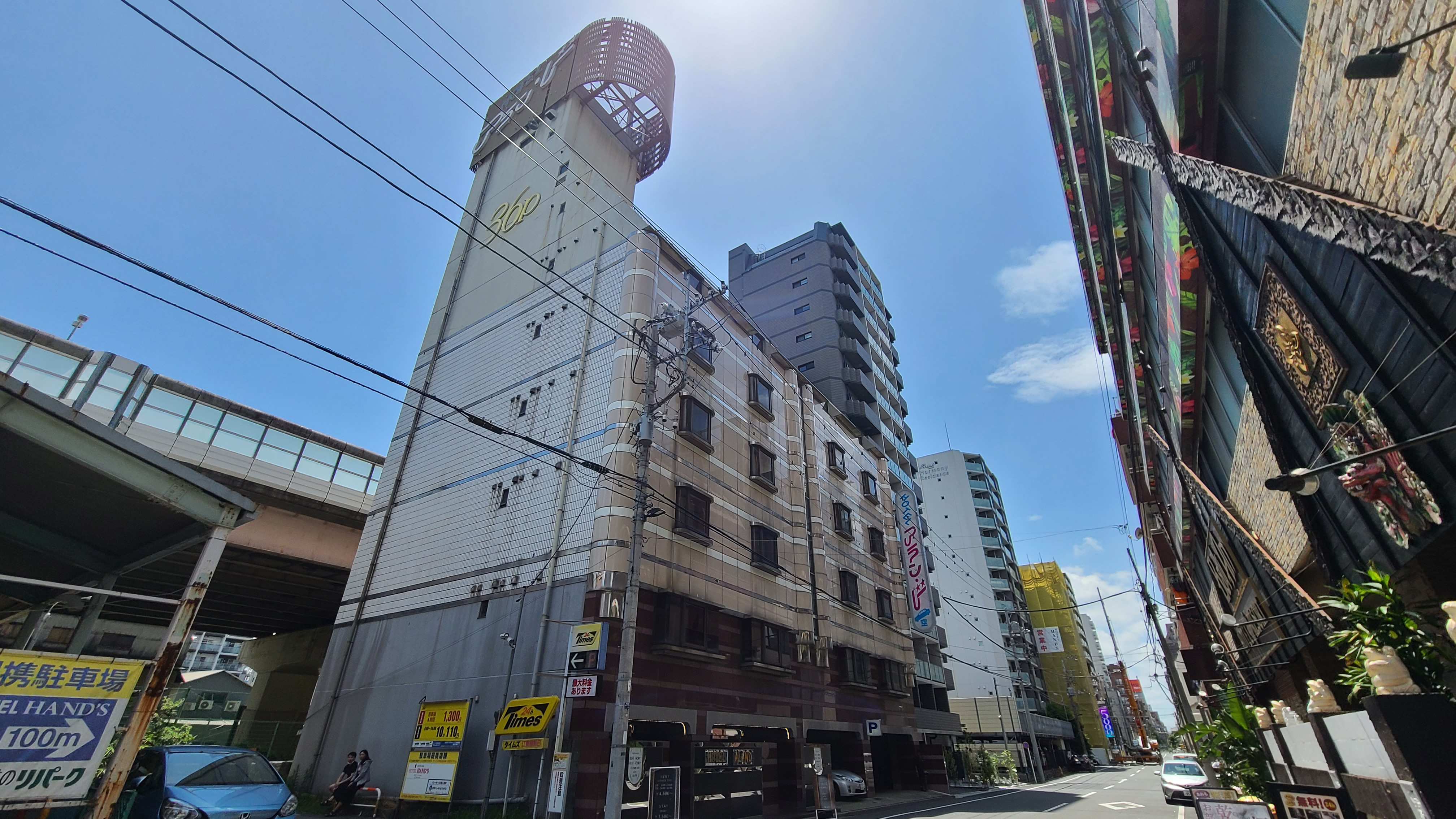
アラン・ド錦糸町店

### 主要事業
不動産事業
- 株式会社三経ビルディングにより大都市繁華街を中心に91件の商業ビルを保有して事業展開している。

ホテル事業
- 株式会社三経ホテル、他グループ関連業会社により首都圏を中心に31店舗のホテルを所有し運営している。

## 過去の事業

### キャバレー事業
三経ロンドングループは、以前運営していたキャバレー（ピンクキャバレー）。業界内で先行していたハワイ（TVB運営、1968年（昭和43年）4月開店)に追随し、小型のサロン形式で1973年（昭和48年）後半頃に開店。全盛期には「楽しいロンドン、愉快なロンドン」のフレーズのテレビCMを深夜帯に多く流し、全国に店舗を構えた。

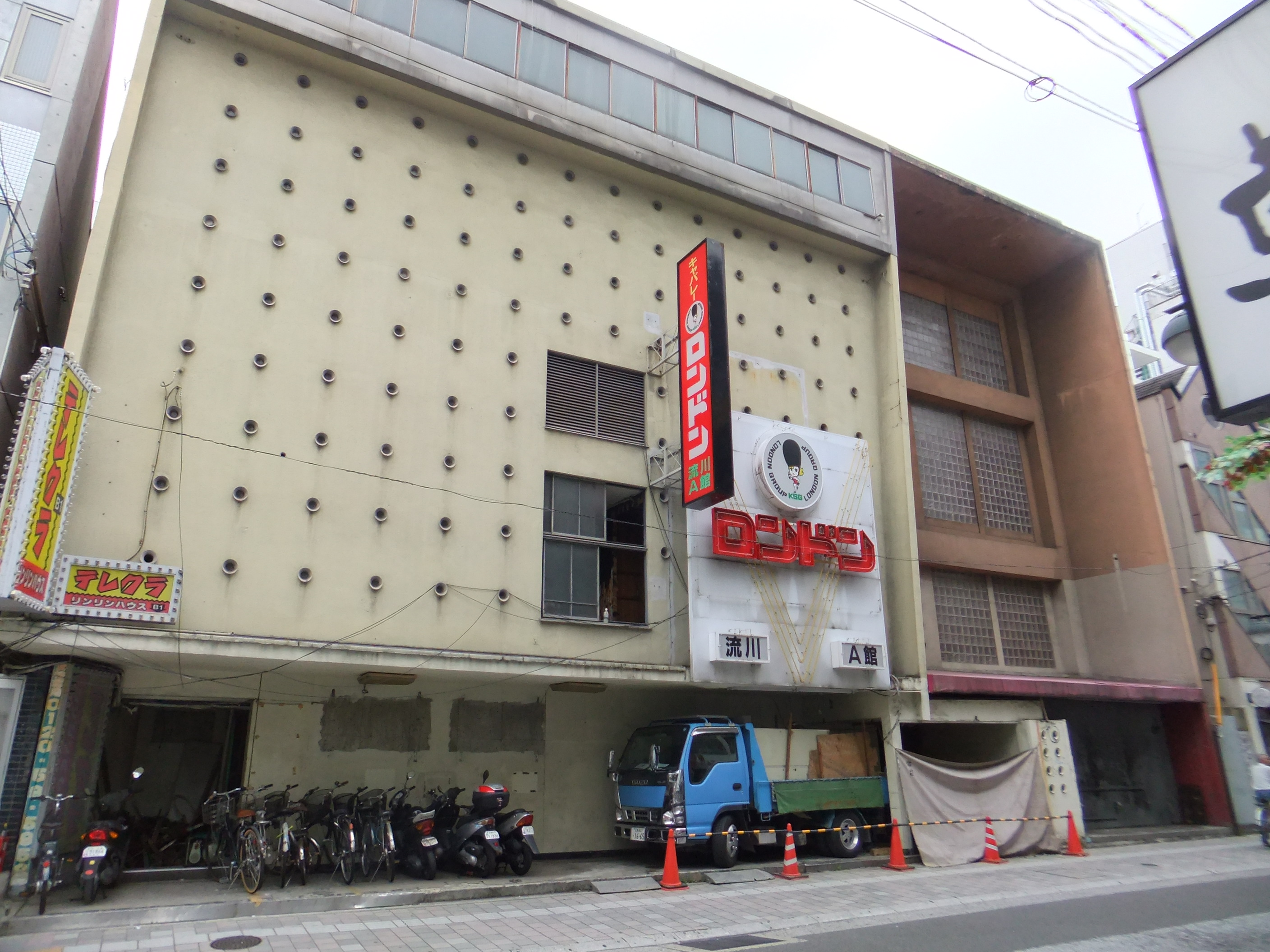
流川A館（閉店・解体済）
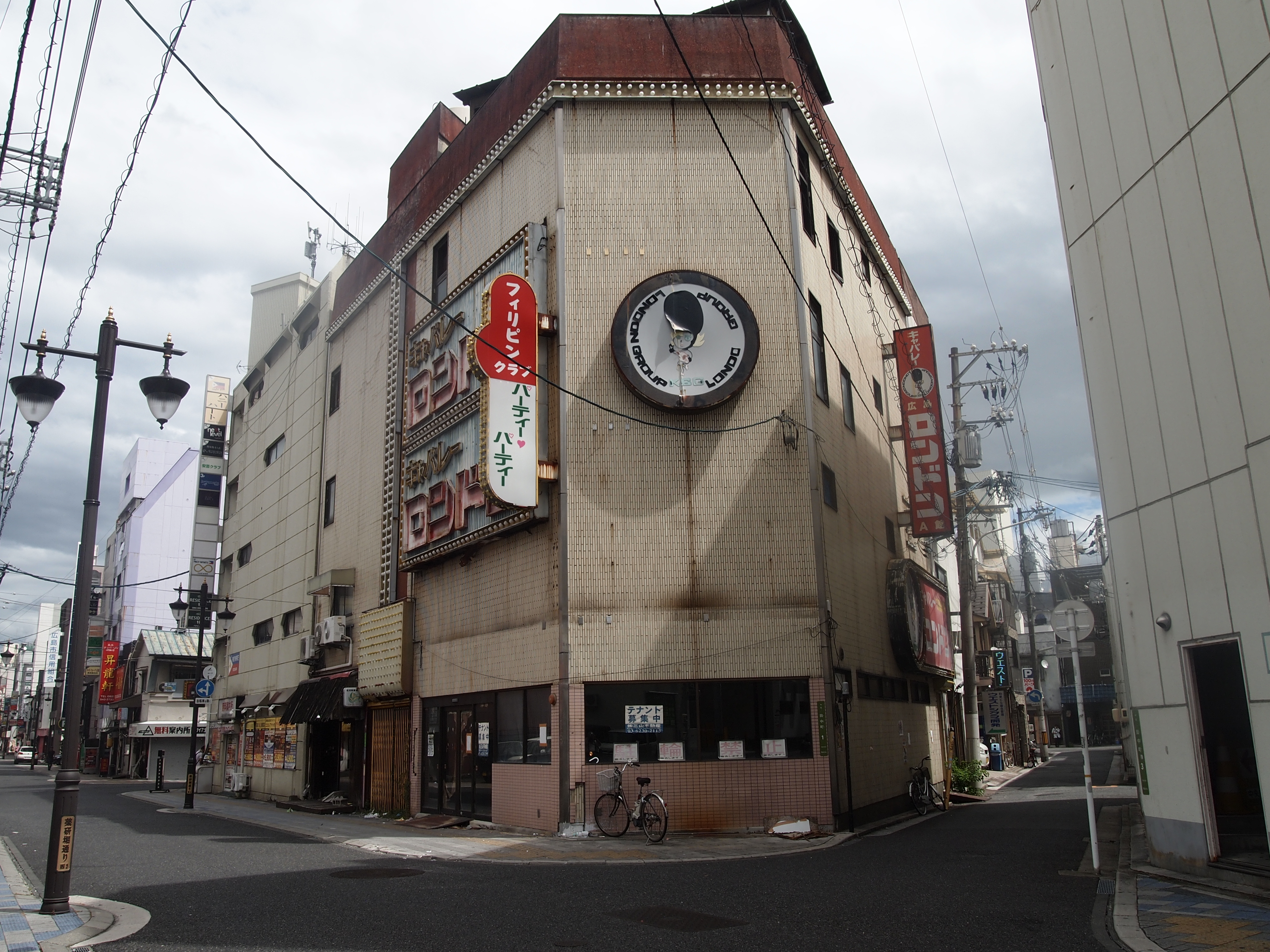
広島A館（閉店済）

## 主なグループ会社
- 株式会社三経ビルディング
- 株式会社三経ホテル
- 株式会社三経京浜ナショナルホテル - アラン・ド港北店のみ経営。同店舗は2016年5月より改装工事のため休業中。
- 株式会社コンチネンタルインフォメーションサービス
- 商工信販株式会社

## 主な関連会社
- 株式会社三山不動産

## 参考書籍
- 福富太郎『昭和キャバレー秘史』 文春文庫PLUS、2004年、ISBN 4-16-765695-7
- 山本信幸『新装開店「キャバクラ」の経済学』インデックスコミュニケーションズ、2006年、ISBN 9784757303805